# کرنکی بورووه
کرنکی بورووه (به لهستانی:  Krynki Borowe) یک روستا در لهستان است که در گمینا گروجیسک واقع شده‌است.
 کرنکی بورووه  ۳۰ نفر جمعیت دارد.